# Крученики

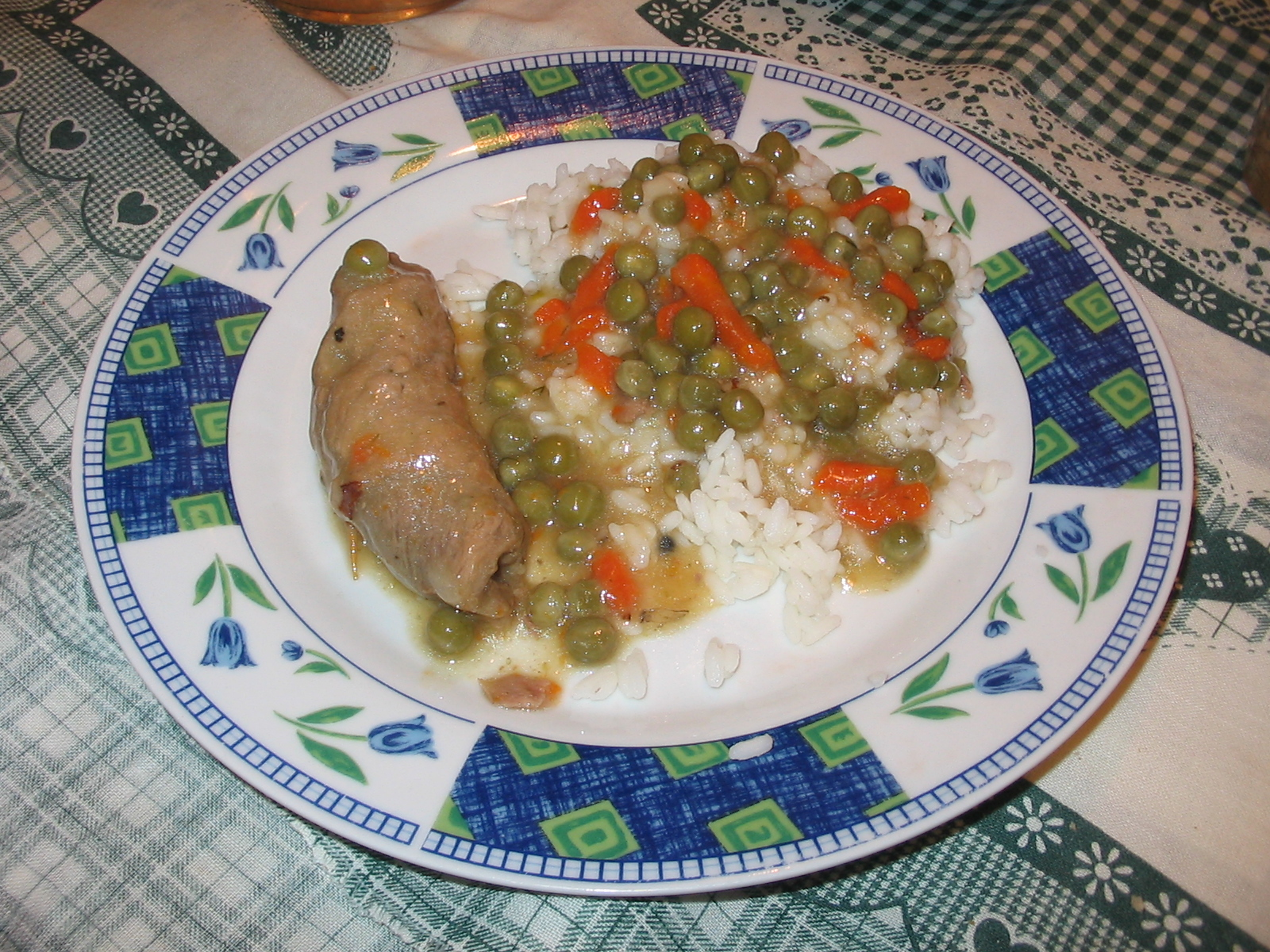
Крученики з телятини з відвареним рисом та овочами

Круче́ники, або завива́нці — українська смажена страва, переважно з овочів (рідше з крупів, грибів тощо), туго обгорнених тонким шаром м'яса або риби. Тоненькі шматочки відбитого м'яса з начинкою з грибів, відварених круп, капусти, цибулі чи сиру, скручені в трубочку та скріплені за допомогою нитки чи дерев'яної шпажки, обсмажені на смальці чи вершковому маслі, потім тушковані в соусі. Готується у фаршированому або шпигованому вигляді.

## Рецепт до прикладу
Крученики волинські
Яловичина (бічна і зовнішня частини ноги) — 169. Для фаршу капуста білоголова — 138, цибуля ріпчаста — 10, томатне пюре — 10, жир — 5, цукор — 1, оцет 9 % — 2, маса фаршу — 100, борошно пшеничне — 5, маса напівфабрикату — 230, жир — 5, шпик — 25,5. Вихід — 200.
М'ясо нарізати тоненькими скибочками (по 2-3 шматки на порцію), відбити і посолити. Потім на кожний шматок покласти тушковану капусту, загорнути, перев'язати ниткою, запанірувати в борошні та обсмажити. Після цього крученики поставити в рондель, на них — тоненькі шматочки шпику, залити м'ясним бульйоном і тушкувати до готовності. З готових кручеників зняти нитки. Подавати в баранчику зі шкварками і соусом, у якому тушкувалися.